# Filho de Leão
Filho do Leão é um álbum de estúdio da banda de música cristã Voz da Verdade, lançado em 2007.Teve como destaques "Renova-me", "Primavera" e "Sem Você Não Dá", sendo que esta foi composta por Samuel Moysés e Lílian Moisés um dia antes de ser gravada. O disco também  se destacou pela canção "Teatro da Vida", interpretada por Lydia Moisés e escrita em homenagem à cantora por Carlos A. Moisés, pelo fato de ter sobrevivido a um acidente automobilístico em abril de 2006.
Foi lançado nas plataformas digitais em 2014, numa campanha de digitalização do catálogo do grupo.
| Críticas profissionais | Críticas profissionais |
| Avaliações da crítica  | Avaliações da crítica  |
| Fonte                  | Avaliação              |
| ---------------------- | ---------------------- |
| Super Gospel           | (favorável)            |

## Faixas
| N° | Título              | Intérprete (s)                          | Compositor (es)  |
| -- | ------------------- | --------------------------------------- | ---------------- |
| 1  | O Tabernáculo       | Carlos A. Moysés                        | Carlos A. Moysés |
| 2  | Teatro da Vida      | Lydia Moisés                            | Carlos A. Moysés |
| 3  | Filho de Leão       | Carlos A. Moysés                        | Carlos A. Moysés |
| 4  | África              | LIliani Z. Moysés - feat. Black Singers | Carlos A. Moysés |
| 5  | Primavera           | Carlos A. Moysés                        | Carlos A. Moysés |
| 6  | Até Quando?         | Samuel Moysés - feat. Raiz Coral        | Samuel Moysés    |
| 7  | Águas               | Rita de Cássia Moisés                   | Carlos A. Moysés |
| 8  | Profetiza           | José Luiz Moisés                        | José Luiz Moisés |
| 9  | Sem Você não Dá     | Lílian Moisés                           | Samuel Moysés    |
| 10 | Renova-me           | José Luiz Moisés e Lydia Moisés         | Samuel Moysés    |
| 11 | Vale de Jaboque     | Carlos A. Moysés                        | Carlos A. Moysés |
| 12 | Monte das Oliveiras | Elizabeth Moisés                        | Carlos A. Moysés |
| 13 | Cristo Vive em Mim  | Samuel Moysés                           | Samuel Moysés    |
| 14 | O Nome              | Sara Moisés                             | Ibsen Batista    |
| 15 | Desafio             | Carlos A. Moysés                        | Carlos A. Moysés |
| 16 | A Chuva e o Orvalho | Elizabeth Moisés e Alberto Cufone       | Carlos A. Moysés |

## Ficha técnica
- Carlos A. Moysés - Vocal e guitarra base
- Samuel Moysés - Vocal, guitarra solo e violões
- José Luiz Moisés - Violão base, vocal e produção musical
- Ibsen Batista - Baixo
- Evaristo Fernandes - teclados
- André Nalesso e Célia Moisés - Teclado
- Daniel Moysés - Bateria
- Eliel, Alexandre, Luiz, Mário e Cido Rogério
- - Metais
- Fernando, Dunha e Tião - Percussão
- Carlos, José Luiz, Samuel e Alberto - Vocal masculino
- Liliani, Rita, Lydia, Lilian, Elizabeth e Sara - Vocal Feminino

- Dalton - grupo de cordas de Campinas
- Mauro Boim, Marcelo Boim, Amintas Brasileiro e Paulo Soares - grupo de metais